# Boljevići (Bar)
Pour les articles homonymes, voir Boljevići.
Boljevići (en serbe cyrillique : Бољевићи) est un village du sud du Monténégro, dans la municipalité de Bar.

## Démographie

### Évolution historique de la population
| 1948 | 1953 | 1961 | 1971 | 1981 | 1991 | 2003 |
| ---- | ---- | ---- | ---- | ---- | ---- | ---- |
| 365  | 375  | 359  | 339  | 215  | 194  | 204  |